# كارل ماير (سياسي)
كارل ماير (بالنرويجية البوكمول: Karl Meyer)‏ هو شخصية أعمال وتاجر أسهم وسياسي نرويجي، ولد في 26 فبراير 1888 في أوسلو في النرويج، وتوفي في 18 ديسمبر 1971. حزبياً، نشط في National Legion (Norway) ‏.